# Prosciutto prosciutto
Prosciutto prosciutto (Jamón jamón) è un film del 1992 diretto da Bigas Luna. La pellicola è stata presentata in concorso alla 49ª Mostra internazionale d'arte cinematografica di Venezia.

## Trama
In un piccolo villaggio spagnolo, Silvia è una graziosa e incantevole operaia di una fabbrica specializzata in biancheria intima. È la figlia di Carmen, una donna abbandonata dal marito, che per sopravvivere gestisce un bordello lungo la strada. Silvia è innamorata di José Luis, figlio di Conchita e Manuel, proprietari dell'azienda. La prima non vuole che suo figlio sposi la figlia di una prostituta e perciò decide di intromettersi e creare un piano per distruggere la coppia. Per reclamizzare la sua biancheria, assume come modello Raul, magazziniere in un deposito di prosciutti e aspirante torero. Egli dovrebbe sedurre la protagonista, ma inaspettatamente fa breccia nel cuore di Carmen. La questione si complica quando il giovane José Luis dimostra veri sentimenti per Silvia.

## Accoglienza
(Bigas Luna, Mostra Internazionale d'Arte Cinematografica, Venezia 1992)
Paolo Mereghetti, nel suo dizionario omonimo, recensisce la pellicola come un «melodramma semi-farsesco», colpevole di elementi ridondanti e che richiamano al cinema di Pedro Almodóvar. Il sito FilmTv.it considera il lungometraggio una «commedia buffonesca».
Secondo Dario Grisanti, Prosciutto, prosciutto è forgiato su elementi autoctoni (come la metafora simbolica del toro e del prosciutto), «una sorta di passeggiata tra il Mar Mediterraneo e gli stereotipi culturali ispanici».
Maurizio Fantoni Minnella, in un saggio dedicato all'artista catalano, sostiene che sia un film «ossessivo, sanguigno, intriso di ribollente hispanidad». Nel riferirsi in questi termini, considera la location principale, il Deserto di Los Monegros, entità di rilievo, di logos.
Bigas Luna, in un'intervista del 1992, reputa che il suo lavoro sia un «inno alla gioia spagnola».

## Riconoscimenti
- 1992 - Cinema Writers Circle Awards
  - Miglior attore protagonista a Javier Bardem
- 1992 - Mostra internazionale d'arte cinematografica
  - Leone d'Argento - Premio speciale per la regia a Bigas Luna
- 1992 - Premio Goya
  - Candidatura come Miglior regia
  - Candidatura come Miglior film
  - Candidatura come Miglior attrice
  - Candidatura come Miglior attore protagonista
  - Candidatura come Miglior sceneggiatura